# علی‌بابا و چهل دزد (فیلم ۱۹۵۴)
«علی‌بابا و چهل دزد» با نام یک فیلم کمدی با عنوان فرانسوی Ali Baba et les 40 voleurs محصول کشور فرانسه که در سال ۱۹۵۴ میلادی برابر با ۱۳۳۳ خورشیدی منتشر شد. این فیلم به کارگردانی ژاک بکر در استودیو بلانکورت پاریس تولید شد.

## بازیگران
- فرناندل به نقش علی بابا
- سامیه جمال به نقش مرجانه
- دیتر بورشه به نقش عبدل

## نمایش فیلم در ایران
این فیلم در یکی از نوبتهای نمایش در تاریخ پنج‌شنبه ۷ مرداد ۱۳۵۵ در سینما سانترال تهران به مدت ۲ هفته نمایش داده شده است .

## دوبله فیلم
این فیلم در ایران به مدیریت سیامک یاسمی در استودیو سانترال به فارسی دوبله شده است. سیامک یاسمی بجای فرناندل و مهین کسمایی بجای سامیه جمال گویندگی کرده‌اند.
در سکانسی از فیلم، حرکت کاروانی، با آوازی با صدای غلامحسین بنان در مایه دشتی و شعری از سعدی با مطلع «کاروان می‌رود و بار سفر می‌بندند» دوبله شده است. روشن نیست که آیا این آواز در برنامه موسیقی ایرانی ضبط شده یا بنان آن را ویژه برای دوبله فیلم «علی‌بابا و چهل دزد» خوانده است.